# Hyperthaema sororita
Hyperthaema sororita là một loài bướm đêm thuộc phân họ Arctiinae, họ Erebidae.